# Yo visto así
«Yo visto así» es una canción del cantante puertorriqueño Bad Bunny. Se lanzó el 27 de noviembre de 2020 a través de Rimas Entertainment como el segundo sencillo del tercer álbum de estudio en solitario de Bad Bunny, El último tour del mundo.

## Video musical
Dirigido por Bad Bunny y Stillz, el video musical se estrenó el 27 de noviembre de 2020 junto con el lanzamiento del tercer álbum de estudio en solitario de Bad Bunny, El último tour del mundo. El video comprende la aparición de varias personalidades, entre ellas Ricky Martin, Sofía Vergara, Ryan García, Karol G, Sech, entre otros. Durante el videoclip, se da a conocer su reciente compromiso con la firma fabricante de ropa deportiva Adidas y se muestran imágenes de su futura colaboración.

## Posicionamiento en listas
| Listas (2020)                      | Mejor posición |
| ---------------------------------- | -------------- |
| España (PROMUSICAE)                | 4              |
| Estados Unidos (Billboard Hot 100) | 64             |
| Estados Unidos (Hot Latin Songs)   | 5              |
| Global 200 (Billboard)             | 25             |

## Certificaciones
| País (organismo certificador) | Certificación | Unidades certificadas |
| ----------------------------- | ------------- | --------------------- |
| España (PROMUSICAE)           | Oro           | 20 000                |

## Historial de lanzamiento
| País   | Fecha                   | Formato                      | Discográfica | Ref   |
| ------ | ----------------------- | ---------------------------- | ------------ | ----- |
| Varios | 27 de noviembre de 2020 | Descarga digital y streaming | Rimas        | [ 4 ] |